# Якушин, Владимир Захарович
Владимир Захарович Якушин (2 июля 1923 года, Ташкент — 1 августа 1991 года) — советский военачальник, генерал-полковник.

## Биография
Родился 2 июля 1923 года в Ташкенте. Призван в ряды армии 15.08.1939 года.
В 1941—45 годах — участник Великой Отечественной войны, командир 785-го отдельного автотранспортного батальона. В январе 1945 года был тяжело ранен. В послевоенное время — на средних и высших командных должностях в Советской Армии. С октября 1960 по август 1962 года командовал 40-й мотострелковой дивизией в 5-й общевойсковой армии Дальневосточного военного округа. Затем — начальник штаба Прикарпатского военного округа, начальник штаба Группы советских войск в Германии, начальник Главного штаба Сухопутных войск, консультант военной академии Генштаба ВС.
Член КПСС. Избирался депутатом Верховного Совета РСФСР 8-го созыва.
Умер1 августа 1991 года, похоронен на Троекуровском кладбище в Москве.